# Kosmos 2320
Kosmos 2320, ruski izviđački satelit (digitalni fotonadzor) iz programa Kosmos. Vrste je Jantar-4KS1M (Neman br. 22L).
Lansiran je 29. rujna 1995. godine u 04:25 s kozmodroma Bajkonura (Tjuratam) u Rusiji. Lansiran je u nisku orbitu oko planeta Zemlje raketom nosačem Sojuz-U 11A511U. Orbita mu je bila 238 km u perigeju i 287 km u apogeju. Orbitna inklinacija bila mu je 64,91°. Spacetrackov kataloški broj je 23674. COSPARova oznaka je 1995-051-A. Zemlju je obilazio u 89,75 minuta. Pri lansiranju bio je mase 7000 kg. 
Deorbitirao je 28. rujna 1996. godine.

## Vanjske poveznice
- N2YO.com Search Satellite Database
- Celes Trak SATCAT Format Documentation (engl.)
- Kunstman  Arhivirana inačica izvorne stranice od 12. kolovoza 2019. (Wayback Machine) Satellites in Orbit (engl.)